# Вэнди, Ванесса
Ванесса Вэнди (англ. Vanessa Vandy; род. 14 мая 1989 года, Окленд) — финская кинорежиссёр, продюсер и бывшая легкоатлетка новозеландского происхождения, специализировавшаяся в прыжках с шестом. Участница летних Олимпийских игр 2008 года. Чемпионка Финляндии 2008 года. Чемпионка Финляндии в помещении 2008 года.

## Биография
Ванесса Изабелль Вэнди родилась 14 мая 1989 года в Окленде, Новая Зеландия. Отец — новозеландец, мать — финка. Когда Ванессе было 10 лет, семья переехала в финский город Вааса.
В 13 лет Ванесса начала заниматься прыжками с шестом. В 2007 году дебютировала на международной арене, выступив на чемпионате Европы среди юниоров. В 2008 году на Олимпиаде в Пекине заняла в квалификации 32 место.
В 2011 году из-за травмы колена завершила спортивную карьеру и посвятила себя кинематографу. Её первый короткометражный фильм «Прощай» был выбран в качестве финалиста на «One Screen 2017 Film Festival» в категории «Новый режиссёр-женщина».

## Основные результаты
| Год  | Соревнования                    | Место проведения    | Место  | Результат |
| ---- | ------------------------------- | ------------------- | ------ | --------- |
| 2007 | Чемпионат Европы среди юниоров  | Хенгело, Нидерланды | 7      | 4,10 м    |
| 2008 | Чемпионат мира среди юниоров    | Быдгощ, Польша      | 6      | 4,20 м    |
| 2008 | Летние Олимпийские игры         | Пекин, Китай        | 32 (q) | 4,00 м    |
| 2009 | Чемпионат Европы среди молодёжи | Каунас, Литва       | 3      | 4,35 м    |